# Львовский областной академический музыкально-драматический театр имени Юрия Дрогобыча
Львовский областной академический музыкально-драматический театр имени Юрия Дрогобыча (укр. Львівський обласний академічний музично-драматичний театр імені Юрія Дрогобича) — областной академический музыкально-драматический театр имени Юрия Дрогобыча в городе Дрогобыче Львовской области; значительный центр культуры и отдыха жителей и гостей города.

## История
Драматический театр в Дрогобыче был основан после вхождения западноукраинских земель в состав УССР в 1939 году.
Первую труппу актёров было укомплектовано из местных актёров-аматоров и выпускников Киевского театрального института и Днепропетровского театрального училища.
Во время войны одна часть актёров осталась в оккупированном немцами Дрогобыче. В июле 1941 года тут начала выходить газета ОУН «Свободное Слово», в которой сообщалось, что при отделе пропаганды ОУН создан аматорский драмкружок при УОК (Украинский окружной комитет).
Когда Дрогобыч был освобождён советскими войсками, в декабре 1944 года, вернулся из эвакуации Дрогобычский украинский музыкально-драматический театр имени Н. Кропивницкого, который объединился с местной труппой и начал работать как Дрогобычский областной музыкально-драматический театр.
В первый гастрольный тур дрогобычские артисты отправились в 1950 году.
С 1970 года театр, который сохранял областной статус и после вхождения Дрогобычской области в состав Львовской, носил имя украинского советского драматурга Ярослава Галана.
В 1986—1992 годах главным режиссёром театра был Ярослав Бабий, который впервые в современной Украине (совместно с Б. Мельничуком) поставил спектакли «Мазепа» и «Сотниковна» по произведениям Богдана Лепкого.
В независимой Украине Львовский областной академический музыкально-драматический театр сменил название на имя дрогобычанина Юрия Дрогобыча (Котермака), первого доктора медицины в Центральной Европе, и стал называться — Львовский областной музыкально-драматический театр имени Юрия Дрогобыча.
Во второй половине 2000-х годов длилась длительная реконструкция помещения театра, из-за чего театр много гастролировал, став одним из самых активных в плане гастролей коллективов в стране — за год театр показал более 450 представлений.
Согласно постановлению коллегии Министерства культуры и туризма Украины от 12 ноября 2009 года № 11/5, и согласно положению «О предоставлении статуса Академического творческим коллективам Украины», подтверждённого указом президента Украины от 20 августа 2001 года № 664, Министерством культуры и туризма Украины выдан приказ о присвоении творческому коллективу Львовского областного музыкально-драматического театра имени Юрия Дрогобыча статуса «академического», в дальнейшем театр начал именоваться как «Львовский академический областной музыкально-драматический театр имени Юрия Дрогобыча». Академический статус был присвоен театру ко дню 70-летия коллектива и за заслуги на театральной сцене.

## Характеристика
Театр расположен на Театральной площади, 1, в городе Дрогобыче Львовской области.

### Репертуар
В репертуаре произведения украинской и мировой драматургической классики, обработки фольклора, современные пьесы.
В театральной афише в конце 2000-х годов — «Тени забытых предков», комедия «Ханума», трагедия «Мария», представления «Кайдашева семья», «Волчиха», «Тайна», «Очень простая история», спектакли по сказкам детей.

### Творческий коллектив
Директор театра — заслуженный деятель искусств Украины Николай Григорьевич Гнатенко, главный режиссёр — Александр Король.
В советский период в театре работали: Народные артисты УССР Я. Геляс, Н. Андрусенко, В. Конопатский, С. Смеян, Г. Морозюк, драматург В. Сычевский, заслуженная артистка В. Варецкая и другие.
Ныне в театре работает народная артистка Алла Шкондина.